# Каунасский трамвай
Каунасская конка (лит. Kauno konkė) — коночная система во втором городе Литвы Каунасе. Конка действовала в 1892—1929 годах. 
Движение на конной тяге было открыто в 1892 году и прекращено в 1929 году в связи с устареванием подвижного состава и бесперспективностью коночного движения.
В Каунасе также существовала система пригородного парового трамвая.

## История
По мере роста города, в 1887 году Каунасское городское управление заключил концессионный договор с бельгийским инженером Э. Дюпоном на строительство конки. 24 мая 1892 года губернатор Каунаса Н. М. Клинкенбергас официально открыл коночную линию на Ратушной площади. Линия шла от Ратушной площади по нынешним улицам Вильнюсской, Бирштанской, Свободы, Гедимина, Грюнвальдской, проспекту Витаутаса до железнодорожного вокзала. 
В конце концов, с появлением в Каунасе автомобилей, узкоколейных железных дорог (1919 г.) и автобусов (1924 г.) конка потеряла популярность и даже стала объектом насмешек и шуток, причиной частых аварий. 15 апреля 1929 года каунасская конка была торжественно закрыта. Вместо конки начали курсировать городские автобусы, которые эксплуатировались в 30-е годы прошлого века, от частных компаний были переданы муниципалитету города, который расширил не только автобусный парк, но и количество маршрутов. Автобусы стали самым дешевым общественным транспортом в городе.

## Список маршрутов
| № | Конечные пункты | Примечания |
| - | --------------- | ---------- |
|   | Вокзал — Ратуша |            |

### Проект строительства трамвайной сети
В 1929 году в Каунасе предлагалось построить электрический трамвай, строительство которого обошлось бы в 4,5 млн литов. Планировалось, что для электрического трамвая хватит 18 вагонов, а рекомендованные маршруты — Ратуша — Панемуне и Ратуша — Вилкомирская улица. Из-за нехватки средств этот проект остался нереализованным.

## Трамвайное депо
Трамвайное депо располагалось около железнодорого вокзала.